# Zülpich

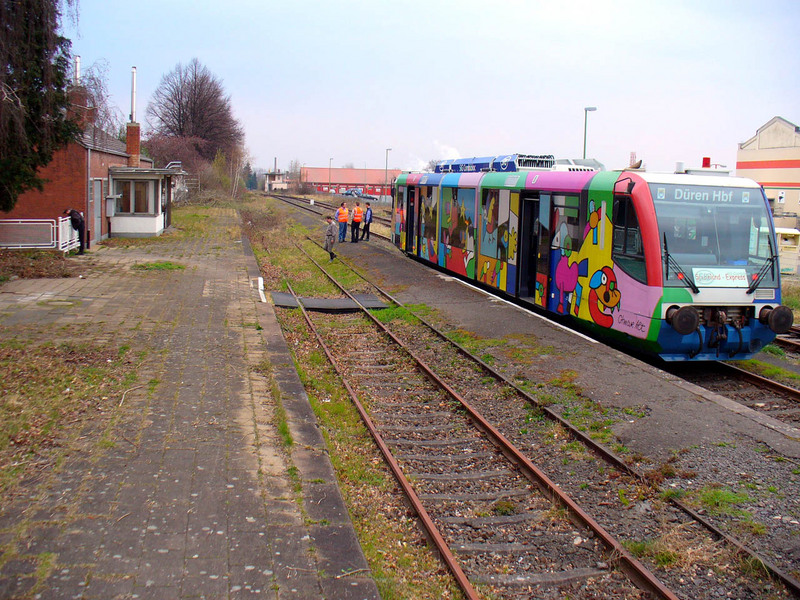
Pociąg na stacji w Zülpich

Zülpich – miasto w Niemczech, w kraju związkowym Nadrenia Północna-Westfalia, w rejencji Kolonia, w powiecie Euskirchen. Leży pomiędzy Akwizgranem a Bonn i liczy 20 005 mieszkańców (2010).

## Historia
Wzmiankowane już w I wieku pod łacińską nazwą Tolbiacum. W 496 miejsce bitwy Franków z Alemanami. W latach 50. i 60. XX wieku nieopodal Zülpich znajdowała się kopalnia odkrywkowa (Tagebau Zülpich) węgla brunatnego. Obecnie dawny teren kopalni zalany jest wodą i tworzy 85-hektarowe jezioro Wassersportsee Zülpich.

## Współpraca
Miejscowości partnerskie:
- Blaye, Francja
- Elst, Holandia
- Kangasala, Finlandia
- Leiwen, Nadrenia-Palatynat
- Tàrrega, Hiszpania